# Інженерний
Інженерний (рос. Инженерный) — селище в Володарському районі Нижньогородської області Російської Федерації.
Населення становить 243 особи. Входить до складу муніципального утворення робітниче селище Центральний.

## Історія
Від 2009 року входить до складу муніципального утворення робітниче селище Центральний.

## Населення
| 1999 | 2010 | 2011 | 2012 | 2013 | 2014 | 2016 |
| ---- | ---- | ---- | ---- | ---- | ---- | ---- |
| 300  | ↗332 | →332 | ↘328 | ↘309 | ↘304 | ↘290 |
| 2017 |      |      |      |      |      |      |
| ↘277 |      |      |      |      |      |      |